# Valle Sangone
Val Sangone es un valle alpino en la parte occidental de Piamonte, en la provincia de Turín, trazado por el arroyo Sangone.
Se extiende por unos 25 km a través de los municipios de Coazze, Valgioie, Giaveno, Trana, Reano, Sangano, Bruino y Rivalta; estos municipios (con la excepción de los dos últimos) son parte de la Comunidad de Montaña Valle Susa y Val Sangone.

## Geografía
Limita al norte con el Val di Susa (accesible con el paso del Colle Braida) y al sur con el Valle Chisone (accesible con el Passo della Colletta), que se eleva al pie de los Alpes Cozie. Presenta bajas altitudes, desde 2679 m de Mount Robinet, a 300 m del municipio de Rivalta.